# Bagno Bubnów
Bagno Bubnów este o arie protejată (arie de protecție specială avifaunistică — SPA) din Polonia întinsă pe o suprafață de 2.187,6 ha, integral pe uscat.

## Localizare
Centrul sitului Bagno Bubnów este situat la coordonatele 51°21′20″N 23°17′58″E / 51.3556°N 23.2995°E.

## Înființare
Situl Bagno Bubnów a fost declarat arie de protecție specială avifaunistică în noiembrie 2004 pentru a proteja 17 specii de animale.

## Biodiversitate
Situată în ecoregiunea continentală, aria protejată nu include niciun habitat protejat.
La baza desemnării sitului se află mai multe specii protejate de  păsări (17): pitulice de apă (Acrocephalus paludicola), ciuf de câmp (Asio flammeus), buhai de baltă (Botaurus stellaris), barză albă (Ciconia ciconia), erete de stuf (Circus aeruginosus), erete vânăt (Circus cyaneus), erete cenușiu (Circus pygargus), cristeiul de câmp (Crex crex), presură de grădină (Emberiza hortulana), Gallinago media, cocor (Grus grus), sfrâncioc roșiatic (Lanius collurio), sitar de mâl (Limosa limosa), gușă albastră (Luscinia svecica), cresteț cenușiu (Porzana parva), cresteț pestriț (Porzana porzana), silvie porumbacă (Sylvia nisoria).